# 守望幸福
《守望幸福》由曾晓欣、陈冬冬根据翟恩猛的长篇小说《疯祭》执导的电视剧，由鲁园、刘之冰、茹萍领衔主演。

## 剧情简介
某日谢天书意外的得知了自己的父亲去世，自己的母亲得了老年痴呆，不过由于他认为自己的兄弟姐妹照料老人似乎很困难，于是他决定亲自照顾老人。
不过他的这个行为却遭到了自己兄弟姐妹的不理解，不过最后，兄弟姐妹还是和解了，并且一家人又重新相亲相爱了起来，而在最后，痴呆的母亲似乎是准备好了自己的后事……

## 演员表
- 鲁园 饰 母 亲
- 刘之冰 饰 谢天书[2]
- 茹萍 饰 林香雨
- 史兰芽 饰 楚 画
- 王丽云 饰 谢天红
- 吕晓禾 饰 谢天浩
- 杜宁林 饰 齐兰芳
- 苗海忠 饰 大 闹
- 李颖 饰 林香雪
- 曹翠芬 饰 蔺主任
- 钟艺 饰 谢笑笑
- 田万鸿 饰 小 龙
- 李玲舒 饰 燕 子
- 冷家郡 饰 放 放
- 刘大为 饰 谢山林
- 郑丽洁 饰 戴 红
- 陶洋 饰 喜 鹊
- 林洁 饰 罗 兰
- 尹贵香 饰 笑眼佛

## 获奖记录
- 2005年 第25届“飞天奖”（长篇电视剧二等奖、优秀女演员奖）
- 2006年 第1届首尔国际电视节 （最佳迷你剧银奖、最佳编剧奖提名 、最佳音乐奖提名、最佳女演员奖)[3]
- 2006年 第23届中国电视金鹰奖 (最佳长篇电视剧奖提名）
- 2006年 第6届金鹰电视艺术节 (最受欢迎女演员奖提名)
- 2006年 第六届中日韩电视制作者论坛(最优秀作品奖）
- 2008年 第十届精神文明建设“五个一工程”奖 （优秀作品奖）
- 2008年 辽宁省第十届精神文明建设“五个一工程”奖 （优秀作品奖）

## 電視原聲
| 曲序 | 曲目     | 词曲 |
| ---- | -------- | ---- |
| 1.   | 守望幸福 | 小哲 |

## 相關連結
- 豆瓣链接 （页面存档备份，存于）
- 评价（已删除）[]